# Euchone elegans
Euchone elegans är en ringmaskart som beskrevs av Addison Emery Verrill 1873. Euchone elegans ingår i släktet Euchone och familjen Sabellidae. Inga underarter finns listade i Catalogue of Life.